# Listne uši
Listne uši (znanstveno ime Aphidoidea) so naddružina polkrilcev, v katerega uvrščamo okoli 4.000 danes živečih opisanih vrst žuželk, ki se prehranjujejo z rastlinskim sokom. Najlaže jih prepoznamo po dveh cevkah (t. i. sifonih) na zadku, ki spominjata na izpušni cevi. Približno 250 vrst se prehranjuje s kulturnimi rastlinami in so za človeka škodljivci; zaradi hitrega razmnoževanja lahko povzročijo veliko škode v nasadih, poleg tega pa s prebadanjem rastlinskega tkiva pospešujejo tudi okužbo rastlin z drugimi patogeni.

## Telesne značilnosti
Vse listne uši so drobne, večina je dolgih med 2 in 3 mm, največje vrste pa dosežejo okoli centimetra v dolžino. Njihovo telo pokriva mehak zunanji skelet, običajno je hruškaste oblike s koničasto glavo in odebeljenim zadkom. Največkrat so zelene ali rjave barve. Pogost je polimorfizem, v populaciji nastopajo tako osebki s krili kot brez njih.
Tipalnice so večinoma zgrajene iz 6 členov. Krila (kadar so prisotna), so navadno prozorna, z reducirano ožiljenostjo, katere vzorec je zelo konstanten. Najbolj opazna je široka žila, ki teče vzporedno od baze blizu sprednjega roba kril. Sprednji par kril je mnogo večji kot zadnji. Ob mirovanju jih večinoma zlagajo strehasto nad zadek. Končni del nog (stopalce ali tarsus) ima samo dva člena, zadnji je preoblikovan v par kaveljčkov, s katerimi se žival oprime podlage.
Značilni za zadek sta dve štrleči cevki - t. i. sifona, ki pa sta pri mnogih rodovih lahko precej reducirani. Tekočina, ki se nabira na vrhu v nasprotju z vsesplošnim prepričanjem ni rastlinska mana, temveč voskast izloček žlez, ki varuje žival pred plenilci. Mano, ki jo sestavljajo odvečni sladkorji iz rastlinskega soka, izločajo skozi anus. Ta je včasih koničasto oblikovan in tvori strukturo, ki ji pravimo cauda (»rep«).

## Življenje
Življenjski krog listnih uši jim omogoča zelo hitro množitev in je eden od vzrokov, zakaj so listne uši tako hudi škodljivci. Na leto se izmenja več generacij več različnih oblik (form). Zimo preživijo v jajčecih, iz katerih se spomladi izležejo samice brez kril, ki se razmnožujejo nespolno (partenogenetsko). Ko odrastejo, se te samice razmnožujejo brez parjenja in producirajo po nekaj živorodnih ličink vsak dan. Od pomladi do poletja se zvrsti več generacij takih samic. Nekaj generacijam samic brez kril sledi generacija krilatih samic, ki se preselijo na nove gostiteljske rastline, njim pa ponovno nekaj generacij samic brez kril, ki ostanejo na isti rastlini. Število generacij, ki ostanejo na isti rastlini, je odvisno od tega, kako primerna je ta rastlina za hrano. Ko pride jesen, pričnejo samice izlegati ličinke obeh spolov. Te živali se nato med seboj parijo in samice na koncu leta izležejo jajčeca, ki preživijo zimo.
So slabi letalci, razširjajo se večinoma pasivno s pomočjo vetra.

## Ekologija
Listne uši živijo v območjih z zmernim podnebjem, kar se odraža v prilagojenosti njihovega življenjskega kroga na izmenjevanje ugodnih in neugodnih letnih časov. Zaradi majhne telesne velikosti in mehkega zunanjega skeleta, ki nudita slabo zaščito pred mrazom in izsušitvijo, lahko zimo preživijo le kot jajčeca. V preostalem delu leta se je nespolno razmnoževanje in izmenjevanje krilatih ter nekrilatih oblik pokazalo za uspešno strategijo.
Večina vrst je vezana na določeno vrsto gostiteljske rastline in njihova razširjenost se pokriva z razširjenostjo gostitelja. Med listnimi ušmi pa je tudi nekaj takih, ki se lahko prehranjujejo z zelo različnimi rastlinami in njihova porazdelitev v prostoru je bolj naključna. V tretji skupini je nekaj vrst listnih uši, ki za preživetje potrebujejo dve ali tri vrste gostiteljev. V rastlinskem soku manjkajo nekatere esencialne aminokisline, ki so nujne za preživetje živali, npr. triptofan. Zato se je že zelo zgodaj v evoluciji listnih uši razvilo sožitje med njimi in bakterijami iz rodu Buchnera. Bakterije, ki so sčasoma izgubile regulacijske mehanizme za produkcijo teh aminokislin, se nahajajo v posebnih celicah (bakteriocitah) v prebavilu listnih uši. Tako listna uš kot bakterija ne moreta preživeti brez simbiontskega partnerja.
Poleg stanja gostiteljskih rastlin so glavni faktor, ki vpliva na populacijo, plenilci. Voskast izloček žlez na hrbtu varuje listne uši pred manjšimi plenilci, katerim lahko zlepi čeljusti, ne ustavi pa večjih členonožcev kot so polonice, strigalice, mrežekrilci in drugi. Znano je tudi, da tvorijo listne uši sožitje z mravljami. Te obiskujejo listne uši in ližejo s sladkorji bogato mano, zato se je med listnimi ušmi in mravljami razvilo sožitje - mravlje ta vir hrane branijo pred plenilci, listne uši včasih celo načrtno prenašajo na primernejše rastline. Z mano, ki včasih v velikih količinah kaplja z dreves, se prehranjujejo tudi nekatere glive in drugi organizmi.

### Pomen za človeka
Kljub majhni telesni velikosti lahko listne uši zaradi svoje številčnosti in velikega potenciala za širjenje povzročijo veliko škode na rastlinah, ki jih človek goji za svojo prehrano ali okras. S prebadanjem mehkega tkiva, predvsem poganjkov, povzročajo venenje, deformacije in odmiranje, poleg tega lahko pa skozi nastalo rano v rastlino vstopijo bakterije in glive, ki povzročajo rastlinske bolezni.
Po drugi strani pa listne uši večkrat obiskujejo in z njih ližejo sladkor tudi čebele. Zanje predstavlja denimo mana z iglic hoje pomemben vir hrane in hojev med dejansko izvira iz te mane, ne iz nektarja.
Listne uši največkrat zatiramo s kemičnimi sredstvi (insekticidi), na nekaterih območjih pa izvajajo tudi biološki nadzor in naseljujejo njihove naravne sovražnike, predvsem polonice, mrežekrilce (npr. navadno tenčičarico) ter zajedavske ose.

## Sistematika in evolucija
Molekularni znaki dokazujejo, da so listne uši zagotovo monofiletska skupina znotraj polkrilcev, ki so se iz listnim ušem podobnega prednika razvile v juri, pred okoli 150 milijoni let. V kredi je prišlo do obsežne radiacije vrst, ki je sovpadala z razcvetom kritosemenk. Na podlagi genetskih znakov domnevamo, da je sožitje z bakterijami še starejše, prvič naj bi se pojavilo med 200 in 250 milijoni let pri njihovih prednikih. Natančnejša sistematska razdelitev listnih uši je trenutno predmet revizije, saj se pojavljajo novi molekularni in morfološki podatki.
Daleč največ vrst vsebuje družina Aphididae, predstavniki katere so tudi najpogostejši v Evropi. Samo v srednji Evropi živi okoli 850 vrst, ki zajedajo na večini na tem ozemlju rastočih rastlinskih vrst.

### Listne uši v Sloveniji
V Sloveniji živi nekaj 10 vrst listnih uši, najbolj znane so med pravimi listnimi ušmi siva breskova uš (Myzus persicae), mokasta kapusova uš (Brevicoryne brassicae) in črna fižolova uš (Aphis fabae).